# Gmünd

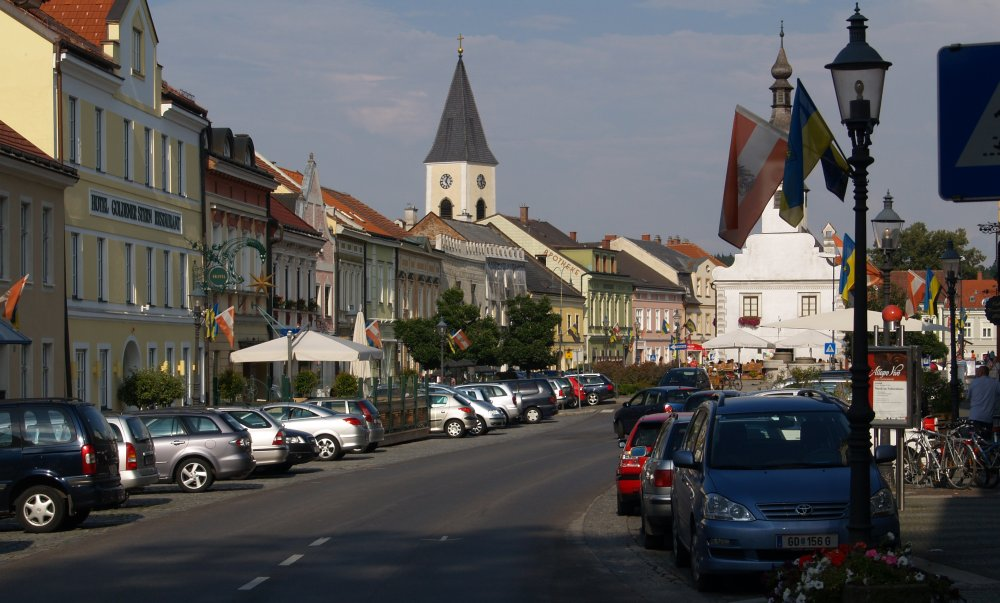
Gmünd (centrul vechi istoric)

Gmünd (provincia Niederösterreich) este un oraș în Austria.